# Null object (шаблон проєктування)
В об'єктно-орієнтованому програмуванні, Null Object або нульовий об'єкт — це об'єкт з визначеною нейтральною (англ. null) поведінкою. Шаблон проєктування Null Object описує використання цих об'єктів та їх поведінки або відсутності таких. Вперше цей шаблон було описано в серії книжок Pattern Languages of Program Design.

## Мотивація
У більшості об'єктно-орієнтованих мов програмування, таких як Java або C#, посилання можуть приймати значення null. Це значення говорить про те, що за посиланням не існує реального об'єкту і виклик методів може призвести до численних помилок та краху системи.
Традиційно, методи, що повертають об'єкти (наприклад, методи твірних шаблонів) у випадку невдачі (наприклад, пошук об'єкту в порожній колекції) повинні повертати коректне значення посилання — null.
Обробка цього результату може бути реалізована простою перевіркою посилання на null перед викликом методів.
```
// Приклад на Java

class
 
Animal
 
{

   
public
 
void
 
makeSound
()
 
{
 
System
.
out
.
write
(
"Гав-гав!"
);
 
}

}

...

Animal
 
pet
 
=
 
animalsProvider
.
getAnimal
();

if
 
(
pet
 
!=
 
null
)
 
{

   
pet
.
makeSound
();
 

}
 
else
 
{

   
/* обробка помилки */

}

...

```

Проблему обробки null-посилань і вирішує шаблон Null object.
Треба відзначити, що, наприклад, у мові програмування Objective-C використовується інший підхід до цієї проблеми: всі методи, що викликаються через nil-посилання (nil близька за сенсом до null частина Objective-C) повертають також nil.

## Опис
Замість використання null-посилання для відображення відсутності об'єкту треба використовувати спеціальний об'єкт, який реалізує потрібні інтерфейси, але не має поведінки, тобто має пусті методи. Перевагою цього підходу є те, що реалізація нульового об'єкту завжди передбачувана: вона нічого не робить, а тому не має таких побічних ефектів, які має null-посилання.
Наприклад, функція повинна прочитати список файлів в директорії та виконати якісь дії з кожним. В випадку, якщо директорія порожня, можна повернути null або згенерувати виняток. Таким чином, код, що очікує список файлів повинен перевіряти, чи дійсно він отримав список, а це в свою чергу ускладнює структуру програми.
Якщо повертати нульовий об'єкт (наприклад, порожній список), то зникає необхідність перевірок. Викликаючий код може ітерувати список файлів, не зважаючи на можливі помилки і не виконувати ніяких дій при цьому.
Хоча, залишається можливим робити дещо змінену перевірку: «чи дорівнює результат нульовому об'єкту?», та діяти далі за логікою програми.
Також, цей шаблон може використовуватися як заглушка при тестуванні.

## Відношення до інших шаблонів
Шаблон може розглядатися як спеціальний випадок шаблонів Стан (англ. State) та Стратегія (англ. Strategy). Він не написаний в книзі GoF, а був запропонований Мартіном Фаулером та Джошуа Керієвскі.

## В мовах

### C++
Мова зі статично типізованими посиланнями на об'єкти показує, як нульовий об'єкт стає складнішим шаблоном.
```
class
 
animal
 
{

public
:

  
virtual
 
void
 
make_sound
()
 
=
 
0
;

};

class
 
dog
 
:
 
public
 
animal
 
{

  
void
 
make_sound
()
 
{
 
cout
 
<<
 
"woof!"
 
<<
 
endl
;
 
}

};

class
 
null_animal
 
:
 
public
 
animal
 
{

  
void
 
make_sound
()
 
{
 
}

};

```

Існують ситуації, коли вказівник або посилання на об'єкт класу animal необхідний, але за ним немає належного об'єкту. Посилання не може бути null, коли вказівник animal * — може: такий вказівник можна використовувати для зберігання об'єкту, але неможливо безпосередньо викликати методи. Код a->make_sound() викличе помилку undefined behavior (укр. невизначена поведінка), якщо a буде null-вказівником.
Шаблон Null object вирішує цю проблему, впроваджуючи спеціальний клас null_animal, який може бути інстанційований та викорстовуватись з вказівником чи посиланням на animal.

### C#
С# є мовою, в якій шаблон Null object можна реалізувати канонічно. В нижче наведеному прикладі, нульовий об'єкт реалізує очікувану порожню поведінку та попереджає проблеми часу виконання програми, а сам виняток Null Reference Exception, який буде згенеровано, якщо відбудеться використання null-посилання.
```
using
 
System
;

interface
 
Animal

{

    
void
 
MakeSound
();

}

class
 
Dog
 
:
 
Animal

{

    
public
 
void
 
MakeSound
()

    
{

        
Console
.
WriteLine
(
"Woof!"
);

    
}

}

class
 
NullAnimal
 
:
 
Animal

{

    
public
 
void
 
MakeSound
()

    
{

        

    
}

}

 

static
 
class
 
Program

{

    
static
 
void
 
Main
()

    
{

        
Animal
 
dog
 
=
 
new
 
Dog
();

        
dog
.
MakeSound
();
 
//

        
Animal
 
unknown
 
=
 
new
 
NullAnimal
();
  
//<< замінює: Animal unknown = null;

        
unknown
.
MakeSound
();
 
// нічого не відбувається

    
}

}

```

### Smalltalk
За принципом Smalltalk, «все є об'єктом», відсутність якогось об'єкту моделюється об'єктом nil. В GNU Smalltalk, наприклад, nil є об'єктом класу UndefinedObject, прямого нащадка Object.
Будь-яка операція, яка не змогла повернути потрібний об'єкт може повернути nil замість нього, таким чином, попереджаючи повернення «об'єкту нема». Цей підхід спрощує програму, позбавляючи від null-посилань, null-вказівників.

### Ruby
В Ruby нульовий об’єкт це повноцінний об’єкт класу NilClass. Він специфічним чином працює в логічних виразах: він приймає значення false. Ruby дозволяє розширювати цей клас, тому, якщо ви хочете таку ж поведінку, як у в Objective-C, тоді використовуйте щось на кшталт цього:
```
  
class
 
NilClass

    
def
 
method_missing
(
*
)

      
return
 
nil

    
end

  
end

```